# 被焚之城
被焚之城（波斯語：‎），意思是「被燒毀的城市」，為一處青銅時代人類定居點的考古遺址，位於伊朗東部錫斯坦－俾路支斯坦省，靠近阿富汗邊界附近。被焚之城在2014年6月被列入聯合國教科文組織《世界遺產》名錄。

## 概要
被焚之城為一處位於伊朗東部的錫斯坦－俾路支斯坦省的考古遺址，在伊朗靠近阿富汗邊界旁，赫爾曼德河流域接近其終點哈姆湖（為一個內流湖）的附近。被焚之城及其文明有5千年歷史，估計此地最早約在西元前3200年成為人類居住地，考古學家發現了西元前1800年的遺跡。
被焚之城是一處青銅時代遺址，其五個部分組成，包括中心區域、住宅區、工業區、歷史古跡與墓地。遺址的西部是一個巨大的墓地，佔地25公頃。它包含25,000至40,000個古墓。被焚之城在西元前1800年被廢棄之前，曾經被燒毀了3次。
被焚之城有四個文明階段，各階段概述如下：
| 階段 | 年代               | 定居地規模 |
| ---- | ------------------ | ---------- |
| I    | 西元前3200～2800年 | 10～20公頃 |
| II   | 西元前2800～2500年 | 45公頃     |
| III  | 西元前2500～2300年 | 100公頃    |
| IV   | 西元前2300～2100年 |            |

近代被焚之城是在1900年代初期，由英國考古學家馬爾克·奧萊爾·斯坦因發現和調查。
1967年起，由毛里齊奧·托西（Maurizio Tosi）領導的義大利非洲與東方研究所考古團隊在遺址進行挖掘，這項工作一直持續到1978年。後續由伊朗文化遺產和旅遊組織團隊接手，後續的年份持續有文物被發現。
在文化意義上，阿富汗西部的赫爾曼德文明（Helmand Culture）年代約為西元前3世紀，學者認為其和被焚之城有關聯。赫爾曼德文明在西元前2500年至1900年間繁盛，並與印度河谷文明的繁榮時期相吻合，其年代對應被焚之城的第三和第四階段。
被焚之城代表5千年前的青銅時代人類在該地區具備高度的文明。在遺址中發現有樓梯的房屋、紡織、木材加工、鑲嵌、大理石加工、漁網編織、陶器、坐墊編織和金屬工具製造、供水系統、廢水排放系統，以及第一次腦部手術、世界上第一個義眼、第一個動畫概念。

## 特色出土文物

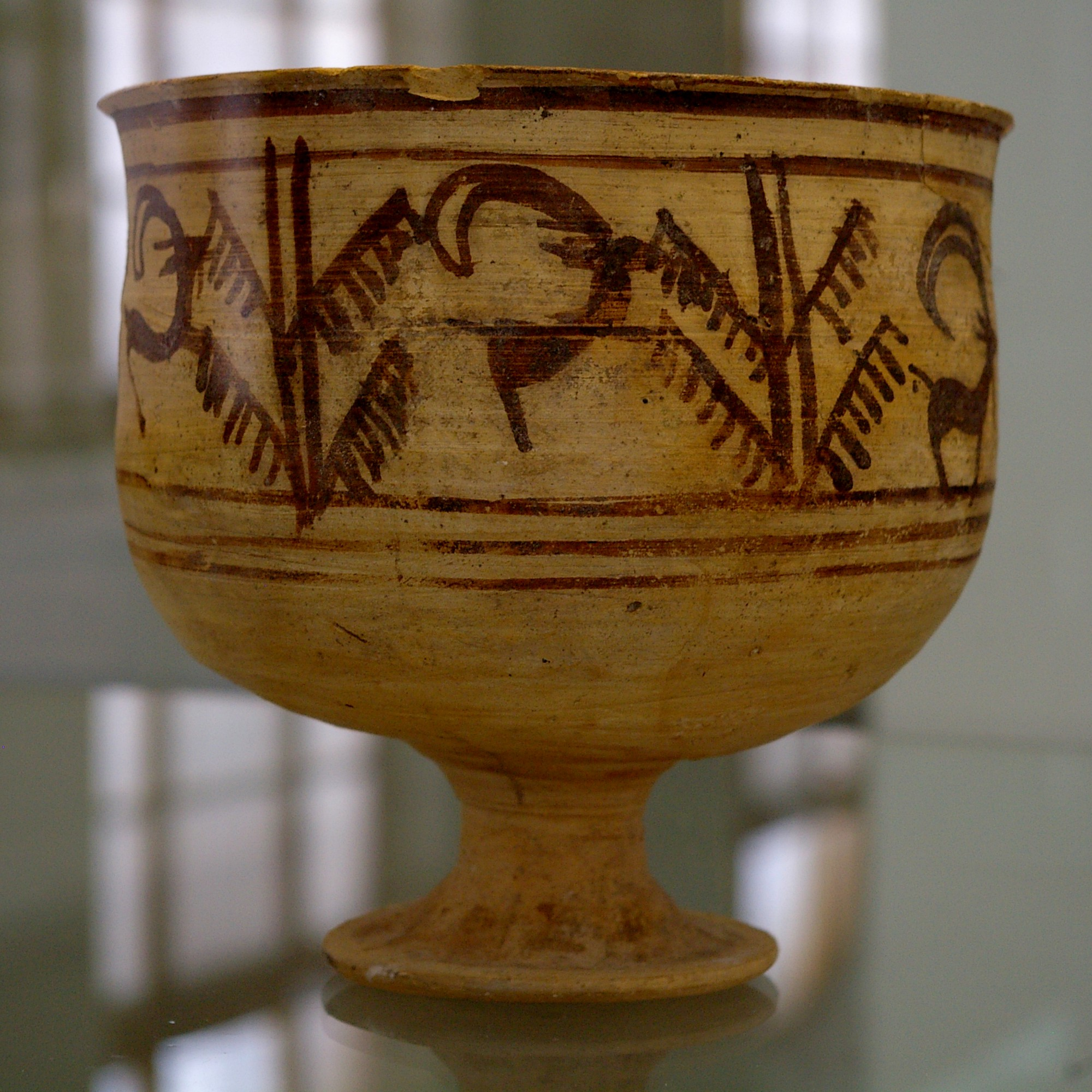
在被焚之城發現的陶器上繪製的圖案，發現其為動畫的分解動作，該物品目前收藏在伊朗國家博物館。

### 世界第一個義眼
2006年12月，考古學家在被焚之城發現了世界上最早的義眼（人造眼球），它的形狀為半球形，直徑剛好超過2.5公分（1英寸），重量相當輕，材質可能是柏油的填充物。義眼的表面覆蓋著一層薄薄的黃金，上面刻有一個中心圓（代表虹膜）和像太陽光線一樣圖案的金線。考古學家在一個墳墓中發現骨骸，是一位女性，發現時義眼在骷髏頭的左眼位置，由骨骸估計該位女性的身高為182公分（6英尺），比當時的普通女性高得多。在義眼的兩側都鑽有小孔，金線可以將小孔固定在眼球的適當位置。觀察骨骸的眼窩上有明顯的金線烙印，因此義眼是在其生前配戴過的。以這位女性的骨骸推算年代，約為西元前2900年至2800年之間。

### 世界第一個動畫概念
被焚之城出土的一個陶器，上面描繪著數個分解動作，考古學家認為這是世界第一個展示動畫概念的案例。
| 概念展示 |

### 其他
2014年12月，在遺址中發現了一個獨特的大理石杯。2015年1月，發現了青銅時代裝飾有圖紙的皮革。

## 圖集
- 被焚之城世界遺產的標誌
- 被焚之城入口
- 被焚之城東部居住區
- 被焚之城一部分的出土區域
- 被焚之城墓地
- 被焚之城出土有5000年歷史的古印章

## 登録過程
- 2014年聯合國教科文組織第38次世界遺產委員會會議通過「被焚之城」列入《世界遺產名錄》[1]。

## 登錄基準
该世界遗产被认为满足世界遺產登錄基準中的以下基準而予以登錄：
- （ii）在某期间或某种文化圈里对建筑、技术、纪念性艺术、城镇规划、景观设计之发展有巨大影响，促进人类价值的交流。
- （iii）呈现有关现存或者已经消失的文化传统、文明的独特或稀有之证据。
- （iv）关于呈现人类历史重要阶段的建筑类型，或者建筑及技术的组合，或者景观上的卓越典范。[15]